# 香港物流發展局
香港物流發展局（英語：Hong Kong Logistics Development Council），簡稱LOGSCOUNCIL，於2001年12月成立，成員由政務司司長委任，四十名成員來自公營及私營機構。物流發展局負責提供政策導向，加快香港物流業的發展。

## 成員
香港物流發展局成員名單（2022-23年度）：
主席
- 陳美寶（運輸及物流局局長）

副主席
- 蔡傑銘（運輸及物流局常任秘書長）

成員
- 張淑明女士
- 高學亨先生
- 高繼維先生
- 鄺志聖先生
- 鄺永銓先生
- 林志偉先生
- 李基銓先生
- 盧麗華博士
- 吳啟泰先生
- 吳惠群博士
- 謝凱澄女士
- 王志強先生
- 黃毅民先生
- 易志明議員，S.B.S.，J.P.
- 袁美儀工程師
- 林天福，JP（香港機場管理局代表）
- 林紹波（香港航空公司代表協會代表）
- 倫婉霞博士（香港運輸物流學會代表）
- 林潔貽，JP（香港貨品編碼協會代表）
- 楊美芳（粵港船運商會有限公司代表）
- 劉浩然（香港貨運物流業協會有限公司代表）
- 鍾惠賢（香港貨櫃碼頭商會有限公司代表）
- Mr Roberto GIANNETTA（香港定期班輪協會代表）
- 林宣武，GBS，JP（香港付貨人委員會代表）
- 方舜文（香港貿易發展局代表）
- 黃廣揚，MH（香港物流及供應鏈管理應用技術研發中心代表）
- 香港海關關長或代表

秘書
- 運輸及物流局副秘書長

## 轄下專項小組
香港物流發展局轄下成立五個專項小組支援該局的工作：
- 物流資訊專項小組（專責研討數碼及資訊科技基建事宜）
- 物流人力資源專項小組（專責研討人力資源事宜）
- 物流市場推廣專項小組（專責研討市場推廣事宜）
- 物流基建專項小組（專責研討基礎建設及規管事宜）
- 支援中小企物流專項小組（專責研討協助中小型企業事宜）

## 外部連結
- 香港物流發展 （页面存档备份，存于）
- 香港特別行政區政府運輸及房屋局 （页面存档备份，存于）